# Закумачное
Закумачное — село в Новоорском районе Оренбургской области. Входит в состав Горьковского сельсовета.

## История
В 1966 г. Указом Президиума ВС РСФСР село фермы № 2 совхоза имени Максима Горького переименовано в Закумачное.

## Население
| 2010 |
| ---- |
| 90   |